# Васильєвське (Гагарінський район)
Васильєвське (рос. Васильевское) — село Гагарінського району Смоленської області Росії. Входить до складу Серго-Івановського сільського поселення. Населення — 63 особи.